# Alwalkeria maleriensis
Alwalkeria maleriensis ("de A. Walker de la formación Maleri") es la única especie conocida del género extinto Alwalkeria de dinosaurio saurisquio basal cercano al Eoraptor, que vivió a finales del Triásico, hace aproximadamente 220 millones de años, durante el Carniense, en lo que es hoy el subcontinente indio. Los restos de Alwalkeria fueron recobrados de la Formación Maleri de Andhra Pradesh, India. De la misma formación del Triásico superior se conoce material de un prosaurópodo que todavía no tiene nombre.

## Descripción

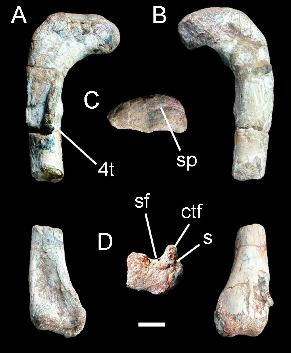
Fémur del holotipo en múltiples vistas

Alwalkeria fue un pequeño dinosaurio omnívoro, por la escasez de fósiles no se sabe cuanto medía y pesaba, aunque se calcula que solo llegaba al metro de largo. El Cráneo parcial mide aproximadamente 4 centímetros de largo.  Aunque el material de Alwalkeria es limitado, la disposición y formas de los dientes recuerdan fuertemente a los de Eoraptor. En Eoraptor, un espacio separa los dientes premaxilares de los maxilares en la quijada superior. Otras similitudes en el cráneo también relacionan a los dos animales. Estimaciones han sugerido que Alwalkeria habría alcanzado los 50 cm de largo. Gregory S. Paul estimó por su parte un peso de 2 kilogramos y un largo de 1,5 metros en 2010.
Los restos fósiles de este dinosaurio quizá eran de un ejemplar juvenil, se halló un espécimen conocido por las el extremo anterior de la mandíbulas superiores e inferiores, 28 vértebras incompletas de todas las partes de su columna vertebral, la mayor parte de un fémur, y un astrágalo y un cráneo parcial que es de aproximadamente 4 centímetros. Este dinosaurio también tiene una dentición heterodonta en la mandíbula superior, los dientes tiene diferente forma según la posición que ocupan dentro e la boca. Al igual a Eoraptor y a los sauropodomórfos basales, los dientes delanteros son delgados y rectos, mientras que los dientes en los lados de la quijada se curvan hacia atrás como los de los terópodos predadores, aunque ninguno esta aserrado. Esta disposición dental no es ni claramente herbívoro ni claramente carnívoro, que sugiere que este dinosaurio fuera un omnívoro con una dieta variada, incluyendo insectos, pequeños vertebrados, y vegetales. Varias características hacen Alwalkeria único entre dinosaurios basales. Además de sus dientes sin dentículos, y una sínfisis de la mandíbula proporcional más ancha que casi cualquier otro dinosaurio conocido. También, tiene una articulación muy grande entre el peroné y el tobillo.

## Descubrimiento e investigación
Encontrado en el Valle Godavari en Andhra Pradesh, la India, consta de unos pocos restos mal preservados de lo que parece ser un individuo joven. Este dinosaurio fue originalmente llamado Walkeria maleriensis por Sankar Chatterjee en 1987, en honor al famoso paleontólogo británico Alick Walker y la Formación Maleri, donde sus fósiles fueron hallados. Sin embargo, el nombre genérico original fue ocupado por un bryozoos según la ICZN. Debido a esto, un nuevo nombre fue creado por Chatterjee y Ben Creisler en 1994. El único espécimen conocido y holotipo, ISI R306 es incompleto y consiste en partes de las mandíbulas superior e inferior, 28 vértebras incompletas de varias partes de la columna vertebral, gran parte del fémur y el astrágalo.

## Clasificación
Chatterjee en 1987 describió originalmente a Alwalkeria como un terópodo basal. En 1996, Leal et al. estuvo de acuerdo con esta clasificación. En 1998, Paul ve a Alwalkeria como un enlace entre los herrerasáuridos y del género Protoavis y por lo tanto asignado a Herrerasauridae basado en las características del fémur. Sin embargo Langer en 1994 y Martínez y Alcober en 2009, observaron que Alwalkeria era demasiado primitivo para ser un terópodo y la consideraban un saurisquio basal.  El consenso científico actual es que este género de hecho ocupan una basales posición dentro Saurischia.
Alwalkeria no ha sido incluido en los análisis cladísticos, pero las similitudes con Eoraptor sugiere que debe ubicarse en la misma posición del árbol evolutivo de los dinosaurios. Sin embargo la posición del Eoraptor es discutida. Paul Sereno lo coloca como el más basal de los terópodos,  pero un reciente análisis lo ubica dentro de Saurischia, antes de la división Theropoda-Sauropodomorpha. Otros autores incluso colocan a Eoraptor por fuera de Dinosauria completamente.
Rauhut & Remes (2005) encontraron que Alwalkeria sería una quimera, con la parte anterior del cráneo perteneciente a crurotarsiano, y las vértebras pertenecientes a otros antiguos reptiles.  El fémur y el astrágalo son claramente dinosaurianos, poseyendo características de saurisquios.